# Арба
А̀рба (на италиански: Arba; на фриулски: Darbe, Дарбе) е село и община в Северна Италия, провинция Порденоне, автономен регион Фриули-Венеция Джулия. Разположено е на 210 m надморска височина. Населението на общината е 1309 души (към 2010 г.).